# Romsø og sydkysten af Hindsholm
Romsø og sydkysten af Hindsholm este o arie protejată (arie de protecție specială avifaunistică — SPA) din Danemarca întinsă pe o suprafață de 3.497 ha, din care 92 % marine.

## Localizare
Centrul sitului Romsø og sydkysten af Hindsholm este situat la coordonatele 55°30′47″N 10°45′42″E / 55.513056°N 10.761667°E.

## Înființare
Situl Romsø og sydkysten af Hindsholm a fost declarat arie de protecție specială avifaunistică în mai 1983 pentru a proteja 2 specii de animale.

## Biodiversitate
Situată în ecoregiunile continentală și marină baltică, aria protejată nu include niciun habitat protejat.
La baza desemnării sitului se află mai multe specii protejate de  păsări (2): eider (Somateria mollissima), Sterna paradisaea.